# Брендан Мур
Бре́ндан Му́р (англ. Brendan Moore, нар. 17 лютого 1972 в місті Шеффілд, Велика Британія) — англійський професіональний рефері зі снукеру.

## Кар'єра рефері
Став рефері у 2001 році, але в професійному турі з'явився лише у 2005. Йому доручили судити кваліфікаційний матч між Девідом Ро та Патріком Воллесом. У 2008 Мур вже працював на чемпіонаті світу, де судив, зокрема, матч Стів Девіс — Стюарт Бінгем. На Шанхай Мастерс 2009 судив свій перший рейтинговий півфінал.
На Welsh Open 2010 Брендану Муру надали право судити фінальний матч. У тому ж році Мур проводив і фінал другого за важливістю турніру, чемпіонату Великої Британії. У 2012 році він вперше в кар'єрі судив фінал турніру Мастерс.

## Цікаві факти
- З зустрічей, які обслуговував Мур, багатьом запам'ятався матч між Стівеном Хендрі та Діном Цзюньхуеєм, у якому шотландець виграв свій 1000 фрейм у Крусіблі.
- Вважається рефері, що припустився мінімальної кількості помилок.
- У вільний час полюбляє грати у покер, у тому числі й у колі рефері.